# Edcel Lagman

Edcel Lagman

Edcel Lagman sr. (Tabaco, 1 mei 1942 – 30 januari 2025) was een Filipijns politicus. Lagman was namens het 1e kiesdistrict van Albay lid van het Filipijns Huis van Afgevaardigden van 1987 tot 1998, van 2004 tot 2013 en van 2016 tot 2019.

## Biografie
Edcel Lagman werd geboren op 1 mei 1942 in Tabaco in de Filipijnse provincie Albay. Hij was een zoon van Eduardo Lagman en Cecilia Castelar. Na het behalen van zijn middelbare schoolopleiding studeerde Lagman van 1958 tot 1966 aan de University of the Philippines. In 1964 voltooide hij een Bachelor of Arts-opleiding. Twee jaar later rondde hij met succes een bachelor-opleiding rechten af. 
In 1987 werd Lagman namens het 1e kiesdistrict van Albay gekozen als afgevaardigde in het Filipijns Huis van Afgevaardigden. Deze eerste termijn in het nieuw opgerichte Huis van Afgevaardigden duurde tot 1992. Bij de verkiezingen van 1992 en verkiezingen van 1995 werd hij herkozen. Na afloop van zijn termijn in 1998 werd hij opgevolgd door zijn dochter Krisel Lagman-Luistro, die de post twee termijnen lang bekleedde tot haar vader haar in 2004 opvolgde. Opnieuw won hij drie verkiezingen oprij en was hij negen jaar lang de afgevaardigde van het 1e kiesdistrict van Albay. Na afloop van zijn derde en dus wettelijk laatste opeenvolgende termijn werd Lagman opgevolgd door zijn zoon Edcel Lagman jr.. In 2016 won Lagman nog een laatste termijn van drie jaar als afgevaardigde.
Lagman overleed in 2025 op 82-jarige leeftijd. Hij was getrouwd met Maria Cielo Almojuela Burce en kreeg met haar zeven kinderen. 